# Papa Eugen
Ukupno su bila četirvorica papa imena Eugen:
- Eugen I. (654. – 657.)
- Eugen II. (824. – 827.)
- Eugen III. (1145. – 1153.)
- Eugen IV. (1431. – 1447.)